# Isaac Pupo
Isaac Pupo, född 23 oktober 1985 i Monrovia, är en liberiansk fotbollsspelare (mittfältare) som spelar i Liberias herrlandslag i fotboll och sedan 2012 för LPRC Oilers.  
Pupo har spelat i Azerbajdzjans högsta division i fotboll Unibank Premjer Liqasy med FK Qarabağ, där han blev scoutad av flera turkiska klubbar.
År 2010 undertecknade han kontrakt för den grekiska toppklubben Panionios FC, men lämnade efter bara en full säsong. Panionios ekonomiska problem sägs vara den främsta anledningen till hans utträde.
Sommaren 2011, den 28 juli tecknade han kontrakt för Hammarby IF. Han undertecknade ett kortsiktigt avtal med klubben, med option på ytterligare tre år. Hammarby valde dock att inte förlänga hans kontrakt och därmed lämnade han klubben efter enbart åtta matcher.